# Regeringen Erik Eriksen
Regeringen Erik Eriksen var Danmarks regering mellan 30 oktober 1950 och 30 september 1953. Det var en borgerlig koalitionsregering bestående av ministrar från Venstre och Det Konservative Folkeparti.
| Ämbete                                  | Minister | Minister            | Parti                       | Period                                |
| --------------------------------------- | -------- | ------------------- | --------------------------- | ------------------------------------- |
| Statsminister                           |          | Erik Eriksen        | Venstre                     | 30 oktober 1950 - 30 september 1953   |
| Utrikesminister                         |          | Ole Bjørn Kraft     | Det Konservative Folkeparti | 30 oktober 1950 - 30 september 1953   |
| Finansminister                          |          | Thorkild Kristensen | Venstre                     | 30 oktober 1950 - 30 september 1953   |
| Försvarsminister                        |          | Harald Petersen     | Venstre                     | 30 oktober 1950 - 30 september 1953   |
| Undervisningsminister                   |          | Flemming Hvidberg   | Det Konservative Folkeparti | 30 oktober 1950 - 30 september 1953   |
| Justitieminister                        |          | Helga Pedersen      | Venstre                     | 30 oktober 1950 - 30 september 1953   |
| Inrikesminister & Bostadsminister       |          | Aksel Møller        | Det Konservative Folkeparti | 30 oktober 1950 - 30 september 1953   |
| Jordbruksminister                       |          | Henrik A.R. Hauch   | Venstre                     | 30 oktober 1950 - 13 september 1951   |
| Jordbruksminister                       |          | Jens Sønderup       | Venstre                     | 13 september 1951 - 30 september 1953 |
| Fiskeriminister                         |          | Knud Rée            | Venstre                     | 30 oktober 1950 - 30 september 1953   |
| Arbetsminister & Socialminister         |          | Poul Sørensen       | Det Konservative Folkeparti | 30 oktober 1950 - 30 september 1953   |
| Minister för Handel, Industri & Sjöfart |          | Ove Weikop          | Det Konservative Folkeparti | 30 oktober 1950 - 13 september 1951   |
| Minister för Handel, Industri & Sjöfart |          | Aage Rytter         | Det Konservative Folkeparti | 13 september 1951 - 30 september 1953 |
| Minister för offentliga arbeten         |          | Victor Larsen       | Det Konservative Folkeparti | 30 oktober 1950 - 24 april 1952       |
| Minister för offentliga arbeten         |          | Jørgen Jørgensen    | Det Konservative Folkeparti | 24 april 1952 - 30 september 1953     |
| Kyrkominister                           |          | Jens Sønderup       | Venstre                     | 30 oktober 1950 - 13 september 1951   |
| Kyrkominister                           |          | Carl Hermansen      | Venstre                     | 13 september 1951 - 30 september 1953 |